# Mirabilicoxa alberti
Mirabilicoxa alberti är en kräftdjursart som beskrevs av George 200. Mirabilicoxa alberti ingår i släktet Mirabilicoxa och familjen Desmosomatidae. Inga underarter finns listade i Catalogue of Life.